# البحث عن الغائب (رواية)
البحث عن الغائب رواية تركية للكاتب التركي سعيد فائق عباسي، هي الثانية والأخيرة له، وقد نشرت مسلسلة في جريدة حريَّت في الفترة من 28 يونيو 1953 إلى 1 أغسطس من العام نفسه في 36 جزء. ومسودات الرواية بخط يد الكاتب معروضة حالياً في معرض الكاتب.
الرواية تحكي قصة حياة نفين ابنة والدان بيك أحد القناصلة القدام. حيث تشتاق نفين لعالم حر وصادق ومخلص حانقة على العالم المنفعي المنافق الذي تعيش فيه. كما أنها ثائرة ضد عادات مجتمعها والبيئة المحيطة بها. والبطلة هنا بالرغم من عدم تناهي شجاعتها إلا أنها لم تستطع كسر أغلال عالم البرجوازية. ومن هذه الناحية فالبطلة هي سعيد فائق شخصياً. ففي النهاية تهرب نفين من العالم.
الصياد جمال هو بطل أخر في الرواية. فجمال ونيفين يحبان بعضهما. لكنهما قلقان من موضوع الانسجام فيما بينهم كما أن المجتمع كان ضد هذه العلاقة. وسبب ذهاب نفين إلى مكان غير معلوم في نهاية الرواية استحالة اجتماعها مع جمال وكذلك عيشها مع البيئة المحيطة بها. كما أنها لم تستطع أن تكون حبيبة صياد أو ابنة قنصل. وقد عاش سعيد فائق بهذه الثنائية.
توجد ادعائات تقول بأن هذه الرواية هي قصةٌ طويلة وليست رواية. ولكن سعيد فائق قد اهتم بتركيب الرواية أكثر من رواية بعض الناس (رواية).